# Marienkirche (Cieszyn)

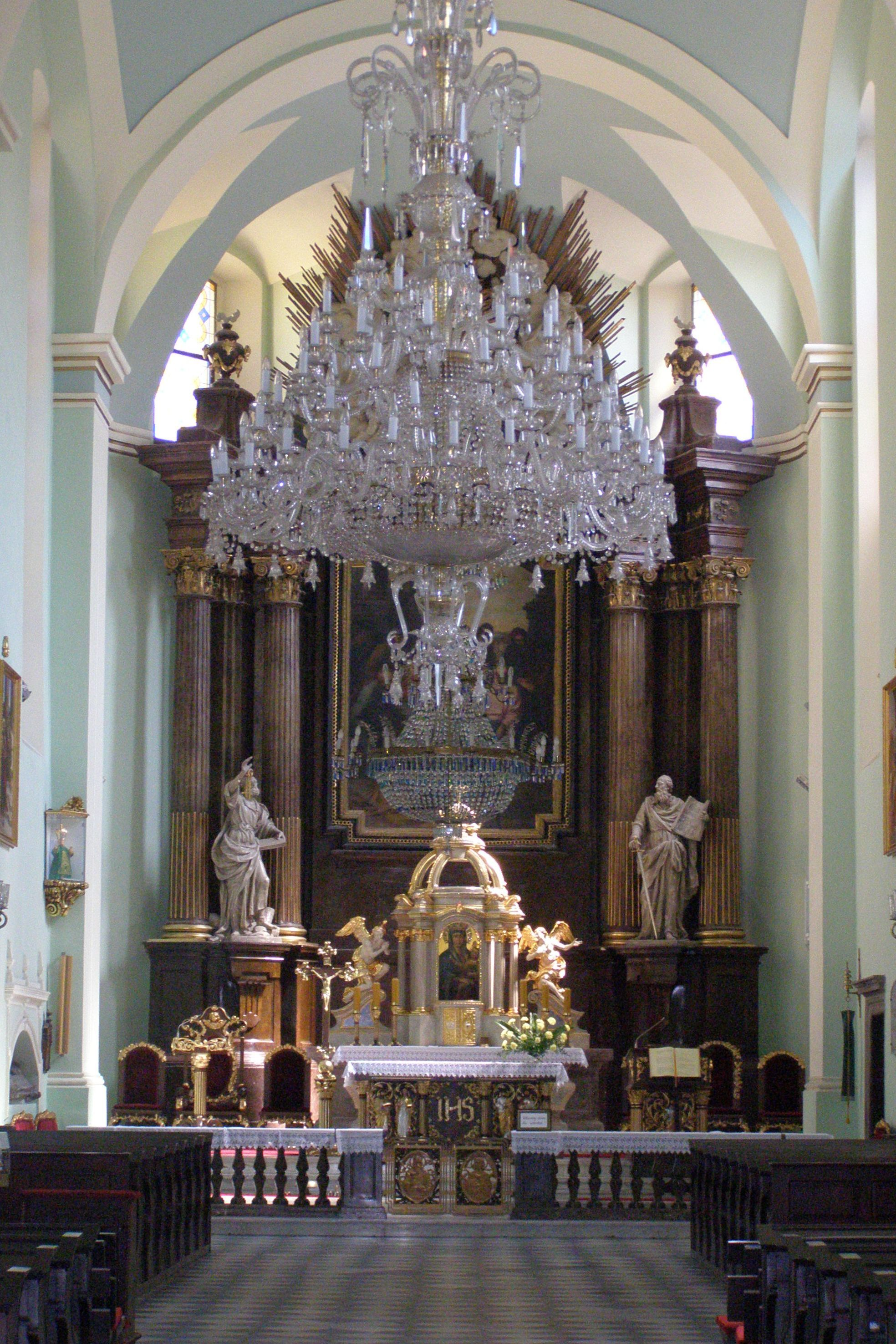
Presbyterium

Die Marienkirche (polnisch Kościół św. Marii Magdaleny) in Cieszyn, Polen, ist eine katholische Kirche in der Nähe des Marktplatzes der Altstadt. Sie ist Maria von Magdala geweiht.

## Geschichte
Die ursprünglich St. Maria Geburt genannte Kirche wurde in der Mitte des 13. Jahrhunderts im Stil der Gotik erbaut. Seit 1263 wurde sie von den Dominikanern betreut. Von 1544 bis 1611 wurde sie von evangelischen Gläubigen genutzt, dann kam sie wieder in die Obhut der Dominikaner. Nach dem Stadtbrand 1789 verließ der Orden die Stadt; das Gebäude wurde danach als Stadtpfarrkirche St. Maria Magdalena von Karl Jacobi d´Eckholm im spätbarock-klassizistischen Stil wiederaufgebaut. Restauriert wurde sie Mitte des 19. Jahrhunderts, 1928–34, 1962–67 und nach 2000.

## Der Kirchenbau
Es handelt sich um eine barockisierte gotische Backsteinkirche mit Steindetails aus dem 13. und 14. Jahrhundert.

## Die Ausstattung
Der barocke Hauptaltar stammt aus dem Jahr 1794 und wurde gefertigt von  Andreas Schweigel, das spätklassizistische Tabernakel stammt aus der ersten Hälfte des 19. Jahrhunderts. Von dem Troppauer Bildhauer Franziskus Schubert sind die spätbarock-klassizistische Kanzel und der Taufstein. Bemerkenswert sind weiterhin das gotische Grabmal Przemislaus I. aus der Werkstatt von Peter Parler und das manieristische Epitaph des Ritters Mikołaj Rucki von 1664.